# John Calipari
John Vincent Calipari (Moon, 10 febbraio 1959) è un allenatore di pallacanestro e dirigente sportivo statunitense con cittadinanza italiana, attivo sia a livello NCAA che NBA.
È membro del Naismith Memorial Basketball Hall of Fame dal 2015 in qualità di allenatore.

## Statistiche

### Allenatore
| Stagione | Squadra   | Regular Season | Regular Season | Regular Season | Regular Season | Regular Season          | Post Season                              |
| Stagione | Squadra   | V              | P              | % V            | G              | Posizione finale        | Post Season                              |
| -------- | --------- | -------------- | -------------- | -------------- | -------------- | ----------------------- | ---------------------------------------- |
| 1996-97  | N.J. Nets | 26             | 56             | 31,7           | 82             | 5º in Atlantic Division | Manca i Playoffs                         |
| 1997-98  | N.J. Nets | 43             | 39             | 52,4           | 82             | 3º in Atlantic Division | Sconfitto al Primo Round dai Bulls (0-3) |
| 1998-99  | N.J. Nets | 3              | 17             | 15,0           | 20             | -                       | -                                        |
|          | Carriera  | 72             | 112            | 39,1           | 184            |                         |                                          |

## Palmarès
- Campione NCAA (2012)
- 3 Naismith College Coach of the Year (1996, 2008, 2015)
- NABC Coach of the Year (2015)
- Associated Press College Basketball Coach of the Year (2015)
- Jim Phelan National Coach of the Year Award (2009)